# Lee Ye-rang
Lee Ye-rang (kor. 이예랑 ;ur. 3 czerwca 2003) – południowokoreańska judoczka. 
Uczestniczka mistrzostw świata w 2025, a także zdobyła medal w drużynie. Trzecia na Uniwersjadzie w 2025 w drużynie. Startowała w Pucharze Świata w 2023 roku.